# Crna rijeka (Vrbanja)
Crna Rijeka je desna pritoka rijeke Vrbanje, koja je prirodna granica između općina Kotor Varoš i Čelinac. Izvire na jugozapadnim obroncima planine Uzlomac, na nadmorskoj visini od oko 420 m. Ušće mu je u selu Crna Rijeka, na oko 216 m/nv.